# ARC Intrépido (S-21)
Pour les articles homonymes, voir ARC Intrépido.
L'ARC Intrépido (pennant number : S-21) est un sous-marin colombien des années 1970, le premier sous-marin de la marine nationale colombienne. Il était l’un des deux sous-marins de poche italiens de type Cosmos SX 506 achetés par la Colombie. Il a été construit au chantier naval Cosmos à Livourne et mis en service le 17 avril 1973. Il a été rayé de la liste de la marine le 2 décembre 2013 à Carthagène.

## Conception
L’ARC Intrépido était un sous-marin miniature d’une longueur totale de 23 mètres, d’une largeur de 2 mètres et d’un tirant d'eau de 4 mètres,. Son déplacement était de 58 tonnes en surface, et de 70 tonnes en immersion,. Le navire était propulsé, à la surface et en immersion, par un moteur Diesel alimentant un générateur électrique Cummins d’une puissance de 300 ch,. Le système de propulsion à hélice unique permettait d’atteindre une vitesse de 8 nœuds en surface et de 6 nœuds en immersion. Le rayon d'action était de 1200 milles à une vitesse de 7 nœuds en surface.
L’équipage du navire était composé de 5 personnes,. Le navire était armé de mines marines MK21. De plus, le navire pouvait transporter deux sous-marins transportant huit plongeurs avec des explosifs pesant jusqu’à 2050 kg,.

## Historique
L'ARC Intrépido (en français : intrépide) a été commandé par la marine colombienne au chantier naval Cosmos de Livourne. Le 7 août 1972, il est arrivé en Colombie à bord d’un cargo. La cérémonie de mise en service du premier sous-marin de l’histoire de la Colombie a eu lieu le 17 avril 1973, en présence du président Misael Pastrana et du chef d’état-major de la Marine, l’amiral Jaime Parra Ramirez. Le premier commandant du navire était le capitaine Rafael Diaz Rusi. Le 6 novembre 1973, il a fait la première immersion historique dans les eaux de la mer des Caraïbes, à une profondeur de 30 mètres.
Après avoir navigué pendant plus de 40 ans, l’ARC Intrépido a été officiellement retiré du service le 2 décembre 2013 à Carthagène. La cérémonie de désarmement a eu lieu à la base navale ARC Bolivar. Après son retrait du service, le nom d’ARC Intrépido a été donné à un sous-marin de type 206 acheté d’occasion après avoir servi dans la marine allemande ,.